# Forte da Prainha (São Roque do Pico)

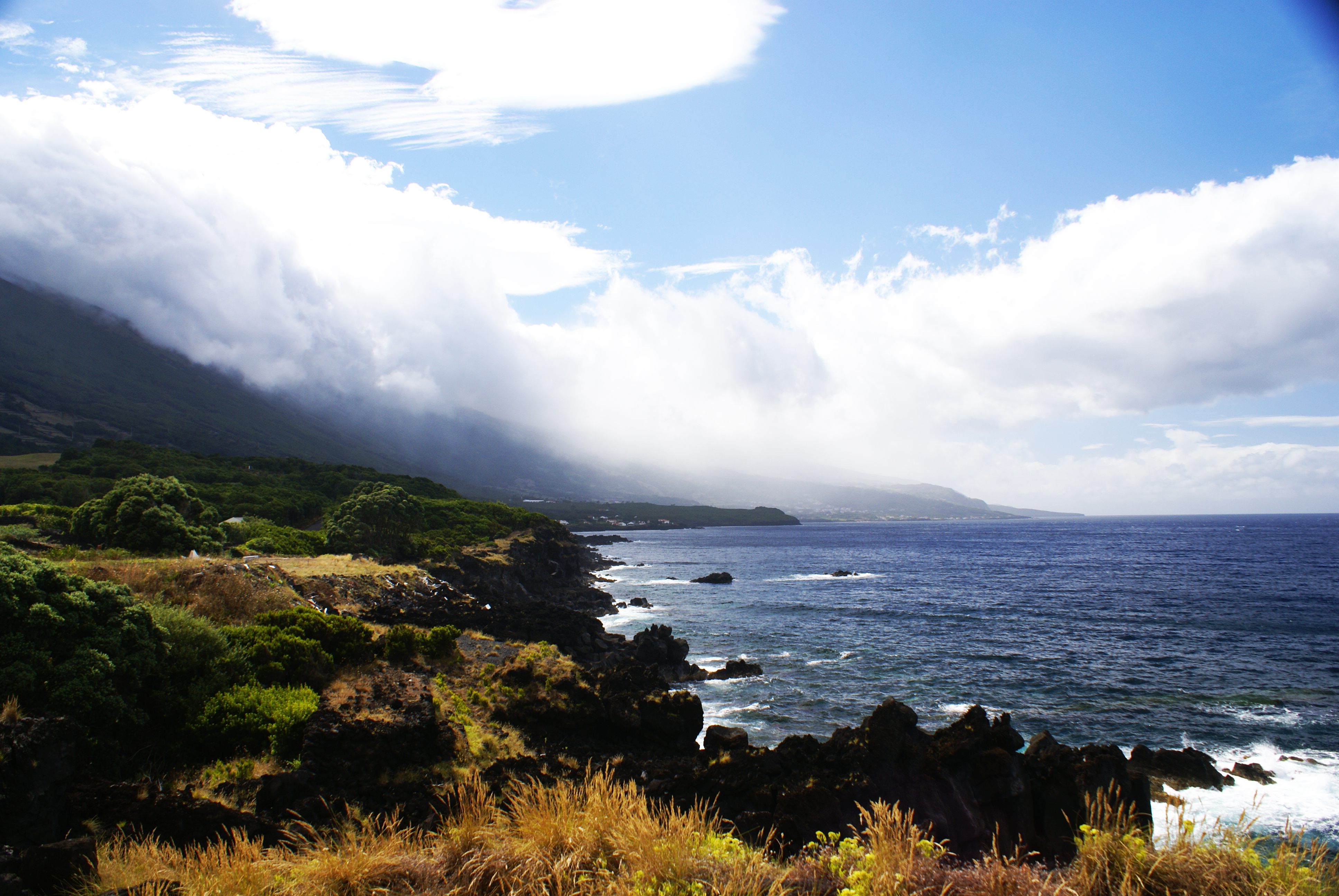
Prainha, São Roque do Pico.

O Forte da Prainha localizava-se na localidade e freguesia da Prainha, concelho de São Roque do Pico, na ilha do Pico, nos Açores.
Em posição dominante sobre a baía das Canas, constituiu-se em uma fortificação destinada à defesa deste ancoradouro contra os ataques de piratas e corsários, outrora frequentes nesta região do oceano Atlântico.
Em 1713 a vereação do concelho da Madalena, cujo capitão-mor possuía jurisdição sobre todas as Companhias de Ordenanças da ilha do Pico, impediu o capitão José Pereira, das Lajes, de tapar um baldio pertencente ao concelho e contíguo ao forte da Prainha, que as Ordenanças utilizavam para exercício militar.
A estrutura não chegou até aos nossos dias.